# Laura Georges
Laura Stéphanie Georges (ur. 20 sierpnia 1984 w Le Chesnay), francuska piłkarka występująca na pozycji obrońcy, zawodniczka reprezentacji Francji, uczestniczka Mistrzostw Świata 2003, 2011 i 2015 oraz Mistrzostw Europy 2005, 2009, 2013 i 2017, a także Igrzysk Olimpijskich (2012).
24 maja 2018 ogłosiła zakończenie kariery.
Od 18 marca 2018 jest sekretarzem generalnym Fédération Française de Football.